# Døden kører Audi
Døden kører Audi, er en bog fra 2012, er skrevet af Kristian Bang Foss. Bogen er en satirisk socialrealistisk roman, og forgår i den fiktive by Stentofte, Sydhavnen og Marokko. Reklameudvikleren Asger mister sit job under finanskrisen, og mister efterfølgende sin lejlighed og familie. Efter at have været arbejdsløs i en tid bliver han nødt til at tage et job som handicaphjælper, og herefter begynder et eventyr og et stærkt venskab mellem to mennesker.

## Referat
Asger finder sig selv fanget i et forhold med kæreste, bonusbarn og nykøbt lejlighed. Irritationen bygger sig op, og Asger begynder at gå ture for at komme væk. På arbejdet er han i gang med en reklame, der omhandler byens hjemløse. Han får travlt da han skal hente bonusdatteren tidligt, og må tage hende med på kontoret. Han finder et billede med copyright på, og smider et hurtigt billede sammen i lady og vagabonden sammen.
Efter en måned bliver manden på reklamebilledet genkendt af en journalist, og det ender med at han bliver fyret til stor fornøjelse for hans chef Håkon. Til at starte med søger han job, men krisen har ramt og jobs hænger ikke på træerne. Han ender hjemme, og prøver han at holde sig i gang. Men som tiden går ender han med at sidde og drikke øl indtil familien kommer hjem. En dag ringer Sara og beder ham om at hente datter Amalie. På vej hjem fra børnehaven falder han med datteren og hun mister en fortand. Det giver ham dårlig samvittighed. Hans tilværelse bliver ustruktureret og kæresten går fra ham. Han flytter hjem til sin ven Stanley, og derfra til en etværelses lejlighed i Sydhavnen.
I lejligheden falder hverdagen sammen og grundet udeblivelsen af nogle møder i a-kassen stopper dagpenge. Dankortet bliver lukket og der må lånes penge af Stanley. Stanley presser ham til at få et job. Han finder et job som handicaphjælper for en fyr i Stenløse. Han tager til jobsamtalen og om aften får han besked om, at han har fået jobbet. På første arbejdsdag tager han med Waldemar en tur i shopping centeret Megametropolis. De er på udkig efter knager til den lille lejlighed. Efter de har købt knagen, går de i Aldi efter kylling, der udspiller sig et stort drama, hvor Waldemar tilkæmper sig en kylling. I opgangen lugter der brændt, og det viser sig hun er faldet i søvn med en kylling i ovnen. Waldemar og Asger inviterer naboen Martha inden han tager tilbage til Sydhavnen.
Da Asger møder på arbejde, sidder Waldemar og spiser Coco Pops med mælk mens han sidder og ser et amerikansk program, hvor en familie får foræret et hus, Waldemar og Asger taler om det og Waldemar kommer til den konklusion at han hellere vil bo i USA med de vilde præmier som folk får. Ud fra deres valg af programmer mener Asger at Waldemar håber han kommer ud for et mirakel som at blive helbredt. Waldemar ryger ca to joints om ugen, når Waldemar gør dette så tager Asger sin yndlingsdrink en rom med cola. Waldemar er medlem af en Backgammon klub hvor de ryger hash. Waldemar og Asger bruger meget tid foran fjernsynet, og en dag sidder Waldemar og Asger igen på sofaen, da et indslag fra Herning viser, hvordan de er gået i gang med at bygge et bjerg. Asger bliver syg af misundelse over at hans gamle kollega, Håkon, skal stå for bjerget, mens Asger selv er handicaphjælper i Stentofte. Han overvejer at ringe til Sara, men han gør det ikke. Næste dag på arbejdet sidder Waldemar hemmelighedsfuldt ved computeren og nægter at sige hvad han laver. De vil igen invitere Martha til middag, så de køber roastbeef, men da de tager over til Martha finder de hende død. Hun bliver hentet i en ambulance, hendes hund bliver også hentet sat i bur og kørt væk.
Martha bliver begravet, og en fremmede mand møder op i kirken og giver både Waldemar og Asger myrekryb. På vejen hjem fra kirken går Waldemars kørestol i stykker, og de må efterlade den og gå resten af vejen.
En aften i Sydhavn sidder Asger og læser BT's madhistorier. Han finder en artikel, hvor der bliver advaret mod noget remoulade som kunne eksplodere og en anden hvor der står ”muselort fundet i romkugler fra Drømmeguf”. Asger fortæller Waldemar om skandalen fra Drømmeguf og det udvikler sig til endnu en af deres faste vendinger. Et andet udtryk de bliver glade for var sideliggende, efter Waldemar skal have en ny pude.
Asger finder ud af at hvad Waldemar har kigget på på sin computer. Han har kigget på en healer fra Marokko som hedder Torbi el Mekki. Waldemar fortæller begejstret Asger om det, men Asger mener, at det var noget pis. De kommer op at diskutere og det ender med, at Waldemar går ind og låser døren til hans værelse. Asger undskylder og de kommer op med en plan om at tage til Marokko. De var begge to ivrige for at komme væk fra Stenstofte.
Waldemar og Asger tager til møde med sagsbehandleren for at søge penge til deres rejse mod Marokko. Det hele går rigtig godt og Waldemar er velforberedt og velkendt i systemet. Men da de skal sige farvel til sagsbehandleren, river Asger et hår af, der sidder på sagsbehandlerens hals. Asger har nærmest været hypnotiseret af håret og sagsbehandleren der, som under hele mødet har siddet og hevet hår ud af næsen på sig selv. En uges tid senere skal de igen til møde med sagsbehandleren, hvor Waldemar har tvunget Asger til at sige undskyld for hans handling til sidste møde. Sagsbehandleren nævner en måde hvorpå de måske kan få pengene, men metoden er ikke fair. De tager hjem velvidende om, at de må skaffe pengene et andet sted fra.
Den samme aften, da Asger er kommet hjem, beslutter han sig for at ringe til en af hans venner som arbejdede på en gratisavis. Dagen efter bliver han ringet op af journalist fra Ekstra Bladet. Den samme uge bliver der skrevet en artikel om Waldemar og Asger, som omhandler deres forsøg på at skaffe penge og deres oplevelse med sagsbehandleren. Waldemar kommer også i morgen-tv for at fortælle sin historie. En rigmand ved navn Jacob Fitzer, ser indslaget i tv og beslutter sig for at sponsorere deres rejse med 70.000 kr. De er begge meget glade, men Asger tvivler stadig på om det er en god ide at tage hele vejen til Marokko og prøver at overtale Waldemar til at blive og finde en healer, der er tættere på og så bruge pengene på en rigtig rejse. Men Waldemar er ikke til at overtale.
Waldemar og Asger køber en brugt folkevogn, og manden de køber bilen af fortæller, om hvordan hans kone tog lykkepiller. Hun var glad så længe hun tog dem, men ulykkelig så snart hun stoppede. Manden troede en tur i en ny bil ville hjælpe forholdet, men turen hjalp ikke, og nu er konen gået fra ham, og han har ikke noget at bruge bilen til. Waldemar holder en afskedsmiddag for sin familie. Waldemars far og onkel bliver ved med at kritisere Waldemars rejse til Marokko, faderen siger endda, at det er den dummeste ide Waldemar har fået. Men Waldemar er stålsat og snart efter tager de afsted.
På vej ned gennem Tyskland siger Waldemar, at han tror, at folk med mange penge vil leve for evigt i fremtiden. Derimod talte Asger om de spanske og de danske tjenere. De ender i Bremen, fordi de ikke har nogen GPS med, og her kører de igennem et parcelkvarter, hvor de ser en samlet folkemængde stirre op på en berberabe, der er sluppet ud af dens bur i Zoo. Mængden står der i lang tid, indtil myndighederne dukker op og skyder aben med en bedøvelsespil. De kører længere ned gennem Europa. Da de kører på en mørk landevej bliver de forfulgt af en sort Audi med blændende lys, og Waldemar er helt ude af den. Efter et stykke tid bliver Asger ret irriteret og holder ind til siden, for at gå ud og konfrontere manden i bilen, men da Asger stiger ud vender bilen om og kører væk. Waldemar bliver ved med at snakke om episoden flere dage efter.
Asger og Waldemar farer igen vild og ender i det mindst befolkede område i  Frankrig, Limousin. De kører op af bjergene, hvor der er tåget, og de ender med at miste tidsfornemmelsen. Omgivelserne oppe i bjergene er som et syret og sløret som dødsriget, stille og hvidt. De ender med at stoppe for natten, da der er alt for tåget. Asger vågner senere og går ud af bilen og føler sig ensom og trist. Han er bange for at Waldemar skal dør. Han overvejer om han bør køre hjem med Waldemar. Heldigvis kommer en dansk kunster forbi og tager Asger og Waldemar med til et nærtliggende kollektiv på en gård, hvor de kan overnatte.  Asger vågner op på gården og møder Helmer, en akvarelmaler, ved den nærtliggende sø. Derefter møder Asger og Waldemar, Karl som er lederen, hans kone Emma og deres søn Delfi. Karl siger til dem at de må blive så længe de vil. De tager en tur ned til byen, og Ida og Thorkild møder dem på en bar. Mens de drikker deres drinks tager Ida billeder af Waldemar, fordi at hun synes han har en god udstråling. Om aftenen spiser de i Kollektivet, og det går op for Asger at han næsten glemmer alt om deres tur til Marokko og hvorfor er afsted. Morgenen efter vågner de op og finder ud af at Thorkild er kørt med deres Folkevogn. Han har ikke taget pengene, men de overvejer om de nogensinde får bilen at se igen.
Et par dage senere dukker Thorkild op med folkevognen, og vi får en mere uddybende beskrivelse af de danskere som de bor hos lige nu og de hygger sig, drikker sig fulde og ryger sig skæve. Waldemar fortæller at de har en masse penge i en pose, de penge som som de har fået af Fitzer. Dagen efter er pengene og den polske pige, Malina. Waldemar og Asger får en idé om at tage til en kasino i Monaco, og vinde pengene tilbage.
Da de ankommer til Monaco kan de se at alle de rige. De tager deres fineste tøj på, og tager ind på Monte Carlo Casino. De ser de en mand som også var der til Marthas begravelse, og måske kørte den sorte Audi. De satser alle deres penge på nummer 31, og får, på næsten magisk vis, indsatsen tilbage 35 gange.
Waldemar og Asger kører nu mod Spanien. De sover fire dage i Sevilla og beskriver et tyreløb i Spanien. Derefter ankommer de til Gibraltar, hvor de kører op mod The rock of Gibraltar. De kan se Marokko som en tynd stribe på horisonten. De skal tage færgen derfra videre til det næste stop, men der opstår et problem. Da de skal ned og købe billetter til færgen, viste det sig, at de ikke kan få bilen med, det er nemlig ikke en bilfærge. De finder dog en bilfærge og ankommer til Marokko. Her møder de to ukrainske brødre, der er fløjet fra Kiev til Rabat med air France. De har lejet en bil i Rabat og er på vej tilbage til rabat, for at aflevere den lejede bil og flyve hjem. Den ene bror har et stativ om kroppen, og har netop været hos healeren for at blive helbredt. Når de kommer hjem, tror han at han kan få stativet af.
Waldemar og Asger fortsætter deres rejse og nærmer sig Skhirat, hvor healeren bor. Waldemar har et voldsomt sygdomsanfald, men han får det bedre i løbet af dagen. Som de gør holdt kommer en en gruppe sorte, magre hunde. Hundene går til angreb og da Asger tabte nøglen til bilen, bliver Waldemar og Asger fanget på bilens tag. Her sidder og kigger op på galaksen. Hundene ligger stadig på lur nede foran bilen. Det bliver mørkt, men det er ikke koldt. To biler passerer dem, Asger vifter med hænderne, men bilerne kører videre. Et stykke tid efter kommer den sorte Audi fra tidligere og med dens skarpe lys skræmmer den hundene væk, så Asger og Waldemar kan få fat i nøglen og komme afsted igen.
Endelig ankommer Asqer og Waldemar til Skhirat. De beslutter sig for at parkere bilen for at se mere af byen. De møder en dame med svulster på halvdelen af hendes ansigt, som holdt en flaske vand. De kom frem og står i en lang kø, hvor solen bager på dem. Da de endelig kommer frem giver healeren Waldemar en flaske vand som skal kurere ham, men ikke engang Waldemar tror på det.
I stedet for at give op og køre hjem, forsætter de sydpå og ender et sted hvor ingen lever. Asger og Waldemar joker med at de kan finde en ny healer. Waldemar får det dårligere mens de fortsætter sydpå. Asger er dybt frustreret over Waldemars tilstand. Asger beslutter sig at vende bilen mod nord, tilbage til byen Skhirat, men Waldemar nægter, han vil sydpå, han vil ikke vende om. Ingen af dem drikker nok og til sidst mister de begge bevidstheden i varmen.
Asger vågner op på et hospital. Han venter i lang tid, før han får Waldemars dødsattest i hånden, og det er først der, at det for alvor går op for ham, at Waldemar er væk. Da de skal tilbage til Danmark, får Waldemar et ligpas, fordi han skal begraves hjemme i Danmark. Asger ender med aldrig at tage til begravelsen. Han sidder derhjemme og tager senere ud at spise, og da han tager en bid af kødet, føles det som om han spiser Waldemar.

## Genre
I Døden kører Audi tager forfatteren Kristian Bang Foss udgangspunkt i en satirisk socialrealisme. Socialrealismen er kendetegnet ved fokus på menneskers vilkår i det virkelige liv, man tager altså fat i de udsatte mennesker. Man følger ofte personer fra underklassen igennem deres liv og svære valg. Det kritiske blik, som Kristian Bang Foss, har valgt at have på den virkelighedsnære socialrealisme, skildrer de udstødtes vilkår, samt eksistens. Indenfor litteratur er socialrealisme meget realistisk i historierne. De er ofte kritiske indenfor vilkår og skæbner i samfundets hierarki (underklasse, middelklasse, overklasse). I bogen, Døden kører en Audi, kan vi relatere det til samfundets hierarki, da vi møder vores hovedperson, Asger, der lå i middelklasse inden finanskrisen kom og Asger mistede sit job, sin kæreste og en meget stor del af hans liv. Herfra vendte hans liv på hoved med 180 co, hvor han ender i underklassen. Han kom fra at arbejde for en virksomhed i reklamebranche til en handicaphjælper for kommunen.
Det realistiske formsprog, bliver udtrykt gennem en skildring af socialt indhold, og får læseren til at tage stilling til romanens handlingsforløb. Der fremkommer ofte et pessimistisk syn på situationen, for de socialt udsatte. En genre, som man ofte kan finde i socialrealismen, er kollektivromanen. Den skildrer udviklingen af en gruppe samfundsborgere, i forhold til deres placering i samfundet. Budskab: Budskabet er, at man ikke skal sætte en stopper for de ting man gerne vil nå i livet. Specielt i forhold til Waldemar, som er syg og ikke ved hvor lang tid han har tilbage. Det er derfor vigtigt at leve livet, uden så mange begrænsninger. Det vises også i romanen eftersom Asger opfylder alle Waldemars ønsker, lige meget hvad det er. Man ser også et tegn på, at Waldemars krop giver slip da han dør til sidst i rejsen. Det viser, at han har opnået det han ville med hans liv, og at han har nået højdepunktet. Derfor kan hans krop nu tillade sig at slippe fri fra smerterne, og lægge sig til ro.

## Tematik
Med en blanding af sorg, humor og venskab formår Kristian Bang Foss, at skabe et univers som inddrager læseren. Med et smil på læben og med blanke øjne, læser vi om et venskab, der udvikler sig, og forvandler skrøbelige personligheder til et stærkt bånd, hvor kampen om livet er uovervindeligt.  
Road-trip elementet afspejler sig i romanen, i og med at omdrejningspunktet er, at Waldemar skal ned til healeren i Marokko. En rejse, som sætter hovedpersonernes forhold på prøve. Deres roadtrip handler ikke udelukkende om at skulle ned og besøge Torbi El Mekki, men derimod er det et roadtrip, som handler om at komme væk fra sygdommen. Komme væk fra Stentofte. Komme væk fra den kvælende hverdag, som jagtede Waldemar i hans sidste tid.  
Sorg spiller også en central rolle i romanen:
“Det var mere Sara, den var gal med, og efter en uge var det slut. Jeg lå på sofaen, og åd og drak, da hun slog op. Fjernsynet kørte i baggrunden.”  
Det er et tydeligt eksempel på, at Asger går igennem en kæmpe sorg, eftersom han falder ned i et hul, hvor han kun kan spise og drikke øl efter at have mistet de to personer, der fyldte mest i hans liv.  
Humor er også et vigtigt tema. De interne vittigheder mellem Waldemar og Asger er med til at give dem håb, i den ellers meget håbløse fortælling, og dermed forekommer humor også som et tema i denne roman. Humor er et centralt element i ‘Døden kører Audi’, da den medvirker til at opløfte den ellers dystre og melankolske stemning, der præger bogen fra start til slut. Humoren fremtræder blandt andet i en episode i Ikea, som bliver beskrevet på side 85, hvor samtalen forekommer humoristisk.
Venskab er meget fremtrædende hele romanen igennem. Venskabet som de får opbygget, spiller en stor faktor i både Asger og Waldemars liv, da de begge har ramt bunden, da de møder hinanden for første gang. Det stærke venskab bliver udfordret op til flere gange, både i det hjemmevante Stentofte og det fremmede Marokko. Et eksempel på deres venskab, ses på side 64, hvor Waldemars kørestol er gået i stå, og de skal gå resten af vejen hjem til Waldemar, hvor Asger tilbyder sin hjælp, “Jeg kunne faktisk godt bære ham, hvis det kom til stykket, tænkte jeg. – Sig til, hvis du vil have en arm at støtte dig til.”

## Personkarakteristik

### Asger
En af de centrale personer i fortællingen er Asger. Asger er ansat på et reklamebureau, men får i en presset situation afleveret et løsningsforslag, som senere viser sig at blive fatalt for ham. Han mister sit job og som en følge heraf også sin kæreste og gennemgår en personlig krise samtidig med der er finanskrise i samfundet. Krisen består af druk og natte fjernsyns-seancer. En ven sætter ham kniven for struben, og han tvinges til at tage et job som personlig plejer for Waldemar som bor i en ghetto på Vestegnen. Asger starter ud med at tilhøre overklassen, det kan vi se på hans job bl.a. Men da han mister alt, ender han i underklassen, da han både ender med at leve af en overførselsindkomst og arbejdsløs. Asger beskrives i bogen som en meget egoistisk og doven person. På (side 13) da han vælter på cyklen med Amalie, kan vi se, at han viser ingen form for medlidenhed, og virker nærmest ligeglad. Der bliver nævnt i bogen, at han ikke kunne klare at se Amalie smile efter ulykken der resulterede, i at hun mistede nogle tænder. Den reaktion bakker op omkring, at Asger ikke er særlig samvittighedsfuld overfor Amalie, og kun tænker på at det er ubehageligt for ham at se hende smile. Asgers humør påvirker tit hans væremåde og holdninger, i de perioder hvor Asger oplever et nederlag, ser han meget negativt på sine omgivelser. Derudover er Asger en meget utålmodig person, og bliver let irriteret over småting (side 115). Som nævnt udvikler Asger sig gennem bogen, han går igennem nogle forskellige faser som smitter af på hans adfærd. Eksempelvis kan vi se, at lige så snart ham og Waldemar får etableret et godt venskab fremviser han en humor som ikke er set førhen i bogen. Dog følger den negative og lidt mistroiske side med Asger gennem hele bogen, eksempelvis da de ankommer til kollektivet kritiserer han stadigvæk det positive fællesskab de har. Selvom Asger udviser meget egoisme gennem historien, og døden ser ikke rigtig ud til at have en stor indflydelse på ham. Men da Waldemar går bort, påvirker det i hvert fald Asger, han nævner f.eks. at han får helt skyldfølelse da han skal til at spise en bøf, da han føler at han spiser Waldemar. Asgers tur til Marokko er en form for flugt fra det ensomme liv, han lever, da den eneste person han faktisk ser og kommunikere med på daglig basis er Waldemar. Den eneste grund til, at han møder Waldemar er grundet hans arbejde, det giver ham en livsglæde igen, at han faktisk har noget at se frem til når han står op om morgenen. Gennem bogen har Waldemar en skjult facade, hvor han lægger skjul på sine følelser, og holder sig meget neutral angående sine følelser.

### Waldemar
Waldemar er også en af hovedpersoner, som vi møder i starten lidt senere hen i historien. Waldemar er en syg mand, som sidder i kørestol, han bor i Stentofte, når vi lærer Waldemar at kende er han bliver meget indlagt på hospitalet, da han er virkelig syg. Waldemar tager så på en rejse til Marokko, da han vil se healeren, på vejen lærer man at han er en mand der ikke rigtig giver op, og at han vil gøre alt for at nå hen til healeren, som kan gøre ham rask. Selvom Waldemars liv ser meget håbløst ud, kan man se ud fra hans handlinger, at han stadigvæk har masser af håb tilbage. Han formoder stadigvæk at gøre de fleste dage til en oplevelse ved, at fx ryge hash. Sammen med Asger gør de brug af selvopholdelse humor, ud fra den humor de har kan vi se, at de rent faktisk er meget deprimeret deres humor går ud på at nedgøre andre mennesker. Waldemar beskrives i bogen som en meget snakkesalig person, i (s.44 og 45) er de i en hashklub, hvor vi får at vide, at Waldemar ryger meget hash, og ud for det kan det være med til at symbolisere, at han er ligeglad med døden, men vi mener, at det er en facade og det er en måde for ham at komme væk fra verden på. I bogen på vej til Marokko kommer der en helt sort Audi helt op af dem, og Waldemar begynder at opfører sig rigtig mærkeligt, og det kan betyde, at han faktisk er bange for døden, men at det hele er en facade, som langsomt forsvinder på den vej til Marokko, hvor vi også ser at han bliver svagere og begynder stille og roligt at give op.

### Bipersoner
Sara (Asgers kæreste) - Sara er en ambitiøs kvinde, der har styr på livet. Hun er ikke særlig glad for dovenskab, og derfor falder hende og Asger fra hinanden, da han går igennem en midtvejskrise. Sara er ufølsom, da bruddet med Asger påvirker hende slet ikke, og hun besvarer ikke hans opkald efterfølgende.
Martha - Alene, ensom, stille og føler sig tryg med sin hund.
Waldemars familie - Waldemars familie er negative og samfundskritiske. De har ingen tillid til Waldemar, og støtter ham ikke i hans beslutninger.
Ida - Ida er en dem, der bor på kollektivet, hun byder Asger og Waldemar velkommen og hjælper dem med til at føle sig trygge i huset. Ida beskrives som en udadvendt og imødekommende person.

## Symbolik

### Den sorte Audi
Den sorte Audi, der følger Asger og Waldemar symboliserer døden, da Waldemar tager på en rejse i håbet om at blive kureret mens bilen konstant er i hælene på ham. Hver gang Waldemar er i forbindelse med døden, optræder den sorte Audi både i virkeligheden og i hans tanker. Det ser vi bl.a. i forbindelse med Marthas død og da Waldemar dør er den sorte Audi igen indblandet. Alt dette kan ses som et symbol på at døden forfølger Waldemar og eksemplificeres i det følgende citat:
“Den sorte Audi overhalede os og forsvandt uden en lyd. De to røde baglygter stirrede tilbage mod mig”.
Citatet er et tydeligt eksempel på døden, som har været i hælene på dem gennem hele turen ned til Marokko. Waldemar har givet slip, og dør i bilen med Asger ved sin side. Den sorte Audi overhaler Asger og Waldemar, og forsvinder ud i mørket med Waldemar. Bilen, eller døden, har hængt dem over hovedet fra start, men nu har den endelig overhalet, og taget Waldemar med sig.  

### Aben på taget
Aben som er sluppet væk symboliserer frihed, da det er et fanget dyr som slipper fri og ender med at dø, hvilket man kan sammenligne med Waldemar, som er fanget i Stentofte, men formår endelig at slippe væk, hvorefter han endelig føler sig fri.
“Men nu da den sad her på tagryggen efter sin flugt fra sit bur – en flugt, som ejeren, der var ankommet i kassevognen, sværgede var en fysisk umulighed – var dens attraktionsværdi pludselig blevet voldsomt forøget, den var genstand for ikke mindre end fyrre-halvtreds menneskers ubetingede opmærksomhed, og det alene fordi den nu ikke længere befandt sig i det abesikre bur, men på en tagryg en lille kilometers penge væk.”
Eksemplet pointere, at Waldemar gennem hele sit liv har følt sig fanget i Stentofte. Han har ikke kunnet slippe fri, på grund af alle sine mange sygdomme, og først efter at Asger er dukket op i hans liv, ser han en mulighed for at flygte fra den kedsomme hverdag, som har jagtet ham. Dette afspejler aben, som også er sluppet fri fra et sted, hvor kedsomheden havde overtaget. Trætheden af kun at være til skue for andre, er en følelse som Waldemar genkender fra sin hverdag, med de mange hospitalsbesøg, og læger der konstant overvåger ham.

### Marthas død
Marthas død kommer pludseligt, og gør Waldemar opmærksom på det skrøbelige liv. Han indser at livet er for kort, til bare at sidde hjemme i sofaen, i det melankolske Stentofte, og spilde sit liv. Alting har en ende, og derfor er det vigtigt at leve i nuet. Marthas død fremkommer derfor, som springbræt for beslutningen om at tage ned mod Marokko, for at besøge Torbi El Mekki.
“Hun er død, sagde jeg til Waldemar, der sad på trappen.”

### Roadtrip
Deres roadtrip er en væsentlig symbolik. Den er et symbol på livet, samtidigt med at den er omdrejningspunktet i forhold til at Waldemar skal ned til healeren i Marokko.
“Om Healeren i Marokko, der var hans sidste håb, om den psykiske terror fra sagsbehandleren”
Rejsen er turbulent, og der forekommer både op- og nedture. Det er en rejse, som handler om at komme væk fra sygdommen. Komme væk fra den by, som har jagtet Waldemar hele sit liv. Samtidigt er turen med til at udvikle begge karakterer.

## Romanens samtid
Handlingen foregår midt i 2008 under finanskrisen, hvilket man kan se på side 11, hvor der står “Det var midt i 2008 og krisen var begyndt. Alle jobs i branchen hang i en tynd tråd, så for min chef var det en kærkommen lejlighed til at få fyret en mand til.”
I år 2008 har finanskrisen ramt hele verden, Danmark med. Mange virksomheder bliver tvunget til at skære ind til benet. Hvilket betyder at mange med jobs som Asger bliver afskediget.

## Modtagelse
Romanen Døden Kører Audi blev udgivet den 22 oktober 2012, og fik en positivt modtagelse af aviser og blade. Det kan ses blandt andet på de mange gode anmeldelser der er blevet lavet af de forskellige aviser, blade og forfattere, som giver en opfattelse af hvordan befolkningen har modtaget romanen. Nogle af anmeldere mener at det var årets bedst skrevne roman f.eks. skriver Lars Bukdahl den 26.10.2012 fra avisen Weekendavisen at det er en ”Nådesløst abeskøn roman! - og årets bedste bog 2012?”, og hvor andre anmeldere mener at det er en bog fyldt med djævelsk humor og infernalsk poesi. Mikael Busch skriver den 10.20.2012 i Jyllands-Posten, at romanen er ”Velskrevet og morsom”, og bogen fik generelt kun fået positivt respons af de forskellige anmeldere og har fået i gennemsnit 4.7 ud af 6 stjerner. Selvom bogen indeholder sorg, smerte, humor osv. så mener Jens Henneberg fra Nordjyske at det er en hardcore bog med ”Et festfyrværkeri af skævebemærkninger og iskolde replikker”

## Budskab
Budskabet er, at man ikke skal sætte en stopper for de ting man gerne vil nå i livet. Specielt i forhold til Waldemar, som er syg og ikke ved hvor lang tid han har tilbage. Det er derfor vigtigt at leve livet, uden så mange begrænsninger. Det vises også i romanen eftersom Asger opfylder alle Waldemars ønsker, lige meget hvad det er.  
Man ser også et tegn på, at Waldemars krop giver slip, da han dør til sidst i rejsen. Det viser, at han har opnået det han ville med hans liv, og at han har nået højdepunktet. Derfor kan hans krop nu tillade sig at slippe fri fra smerterne, og lægge sig til ro.  
Handlingen foregår midt i 2008 under finanskrisen, hvilket man kan se på side 11, hvor der står “Det var midt i 2008 og krisen var begyndt. Alle jobs i branchen hang i en tynd tråd, så for min chef var det en kærkommen lejlighed til at få fyret en mand til.”
I år 2008 har finanskrisen ramt hele verden, Danmark med. Mange virksomheder bliver tvunget til at skære ind til benet. Hvilket betyder at mange med jobs som Asger bliver afskediget. Men en del af budskabet er også, at på trods af at Asger rammer bunden i sit liv, så er der stadig andre, der har det værre, hvilket får læseren til at tænke over sin eget privilegerede liv.

## Lignende litteratur
Stilen i Døden kører Audi har en vis lighed med Bang Foss' andre værker, Stormen i 99 og Fiskens Vindue, der alle tager udgangspunkt i befolkningsgrupper som vi sjældent hører om. Med en sammenblanding af humor og sandhed fastholdes læseren i et på en gang ukendt og velkendt univers. Foss formår at informere om mange af de samme problematikker som vi ser hos f.eks. Helle Helle, om udkantsdanmark og de usete klasser, men han gør det i et galgenhumoristisk lys, der henleder tankerne på John Irvings "Verden ifølge Garp".

## Forfatterportræt
Kristian Foss Bang er født den 27. oktober i 1977. Han er opvokset i hovedstaden København, hvilket også har sat sit præg i hans romaner. Kristian Bang Foss blev student fra Østre Borgerdyd Gymnasium i 1996, hvorefter han tog på universitetet, hvor han læste fysik, inden han droppede ud for at skrive, samt spille musik. I 2001 søgte han ind på Forfatterskolen, og blev færdiguddannet derfra i 2003. Hans debut var romanen, “Fiskens vindue”, som udkom i 2004. Inspirationen kommer fra mellemkrigstidens socialrealisme og kulturradikalisme, og elementer fra hans eget liv afspejler sig blandt andet i romanen, “Døden kører Audi”.